# حكومة الاستقرار الوطني (ليبيا)
حكومة الإِسْتِقرارُ الوطنِّي هي حكومة مؤقتة لليبيا، تشكلت في 10 فبراير 2022 عَقِب إجراء تصويت بالبرلمان الليبي حول تعديل الإعلان الدستوري، بسبب نشوب خِلاف بين مجلس النواب الليبي وبين حكومة الوحدة الوطنية في عدة قضايا، رئيس الوزراء بالحكومة هو أسامة حماد  وبالحكومة 27 حقيبة وزارية.

## وزراء الحكومة
تضم التشكيلة حافظ عبد الحميد قدورة وزيرا للخارجية، وحميد حمد حومة وزيرا للدفاع، وخالد مسعود عبد ربه وزيرا للعدل، وعميد عصام محمد بوزريبة، وأسامة سعد حماد صالح وزيرا للتخطيط والمالية.
كما تولى حقيبة الصحة عثمان عبد الجليل محمد،  المرشح الرئاسي السابق، وجمعة خليفة محمد أجديد، وزيرا للتربية والتعليم، والمبروك محمد غيث الطاهر وزيرا للشؤون الاجتماعية.
كما ضمت التشكيلة الجديدة، عبد الحكيم محمد الغزيوي وزيرا للمواصلات، ومحمد عبد الكريم دومة وزيرا للموارد المائية، وعلي ميلاد بن يونس وزيرا للثروة البحرية، وصالحة التومي بشير الدروقي وزيرة للثقافة، وعاشور عمر عيسى عمر وزيرا للتعليم العالي والبحث العلمي، فرج خليل سالموزيرا للتعليم التقني، أما وزارة العمل والتأهيل فتولاها عبد الله الشارف ارحومه.

## مقالات ذات صلة
- عبد الحميد الدبيبة
- المجلس الرئاسي (ليبيا)
- الحرب الأهلية الليبية (2014–الآن)